# Adriana Arpini
Adriana María Arpini (Mendoza, Argentina; 26 de agosto de 1952) es una docente, investigadora e intelectual del pensamiento filosófico latinoamericano y caribeño, de la antropología filosófica, así como de la filosofía práctica e historia de las ideas.

## Trayectoria académica
Estudió la licenciatura en Filosofía en la Universidad Nacional de Cuyo, así como el doctorado en la misma casa de estudios, donde realizó su tesis doctoral sobre Eugenio María de Hostos; tesis que fue dirigida por el filósofo Arturo Andrés Roig, quién influyó en su inclinación sobre el pensamiento latinoamericano: 
Lo tuve como profesor en la cátedra de Filosofía Antigua, estudiábamos Platón. También dirigió mi seminario de licenciatura sobre temas de Filosofía latinoamericana. De ahí mi interés por el estudio del pensamiento latinoamericano. Ese año alcancé a terminar mi tesis y fue el mismo en el que a él lo expulsaron de la Facultad de Filosofía y Letras. Fue un momento muy triste, muy duro. Personalmente creo que ahí los estudios filosóficos en Mendoza sufrieron un gran retroceso. Había un grupo de profesores jóvenes de gran pujanza, preocupados por distintos aspectos de la realidad, que ofrecían posibilidades muy interesantes. Todo eso se cortó con la dictadura.
 En relación con la importancia de la enseñanza de la filosofía comenta:
(...) la Filosofía da la posibilidad de aprender –porque es algo que se aprende– a formular preguntas acerca del presente, de los problemas que cada uno tiene y de los problemas de nuestro mundo contemporáneo. Permite “desnaturalizar” lo que parece común y corriente, ponerse en una posición desde la cual cuestionar, poner en entredicho, algo que sucede cotidianamente, hacerse preguntas acerca de por qué sucede. Esa es una forma de fomentar un razonamiento reflexivo y crítico. Para mí es fundamental trabajar la enseñanza de la Filosofía. Lamentablemente los espacios curriculares para eso han ido disminuyendo en los últimos años. Estoy convencida que es una pérdida para la formación del sujeto.
Se desempeña como investigadora principal de CONICET en las áreas de la filosofía práctica y la historia de las ideas latinoamericanas. Es docente de antropología filosófica en la Facultad de Filosofía y Letras de la Universidad Nacional de Cuyo. 
Asimismo, ha sido docente en instituciones como la Escuela Nacional Normal Superior General José de San Martín, la Escuela de Bachillerato Técnico de Junín, la Escuela Superior del Magisterio en Cuyo, así como en la Universidad de Aconcagua, la Universidad de Mendoza y la Universidad Nacional de Cuyo. También se ha desempeñado como directora del Centro de Investigaciones Interdisciplinarias de Filosofía en la Escuela en la Universidad Nacional de Cuyo y de la Maestría en Estudios Latinoamericanos de la facultad de Ciencias Política y Sociales en la misma universidad.

## Pensamiento filosófico latinoamericano y caribeño
Arpini destaca por sus aportaciones a la defensa de la enseñanza de la filosofía, así como al pensamiento filosófico latinoamericano y caribeño del cual ha realizado estudios sobre las ideas de personajes tales como Arturo Andrés Roig, José Carlos Mariátegui, Augusto Salazar Bondy, Francisco Romero, Abelardo Villegas, Leopoldo Zea, Luis Villoro, Fernando Ortiz, Hugo Biagini, Aníbal Ponce, Ricardo Salas, Ramón Emeterio Betances, Eugenio María de Hostos, José Martí, Toussaint-Louverture y Joseph Anténor Firmín, quienes han influido notablemente es su producción intelectual. Para la pensadora la filosofía se puede entender como:  
(...)la filosofía es una praxis discursiva y reflexiva, llevada adelante por sujetos históricos concretos, que desde un determinado contexto social, económico y cultural deciden tomar las riendas de su propia humanidad.

## Premios y reconocimientos
- (2011) Huésped Académica de la Universidad Nacional de Jujuy.
- (2007) Medalla de Honor 2007 de la Fundación ICALA (Intercambio Cultural Alemán Latinoamericano).
- (2007) Profesora Visitante de la Universidad Nacional de San Luis

- (2005) Premio de la Fundación El Libro a la Vocación Académica[6]

## Obras
Entre sus obras destacan:
- (2020) Tramas e itinerarios: entre filosofia practica e historia de las ideas de nuestra America
- (2016) Filosofía, crítica y compromiso en Augusto Salazar Bondy
- (2013)Nosotros los latinoamericanos: identidad y diversidad: homenaje a Arturo A. Roig (libro editado)con María Luisa Rubinelli
- (2001) Semillas En El Tiempo El Latinoamericanismo Filosófico Contemporáneo  con Clara Alicia Jalif de Bertranou.